# Ковачевич, Абид
Абид Ковачевич (род. 1 июля 1952 года в Мрконич-Граде) — бывший югославский футболист, игрок сборной Югославии.

## Биография
Родился 1 июля 1952 года в городе Мрконич-Град. Он играл за «Борац Баня-Лука», «Динамо Загреб» и «Этникос Пирей». Под конец карьеры он вернулся в «Борац», а позже был техническим директором этого клуба. Он сыграл два матча за сборную Югославии с перерывом в девять дней: против Колумбии и Мексики.
Он играл на левом фланге атаки, хорошо владел как правой, так и левой ногой. В сезоне 1976/77 был признан лучшим хорватским футболистом в Югославии, по версии издания Sportske novosti.
В начале июня 1992 года он покинул Баня-Луку со своей женой Сабиной и детьми, переехав в США. Он вернулся в Европу и поселился недалеко от Пореча.
В 2006 году в ходе акции газеты «Глас Српске» бывшие тренеры и игроки «Бораца» выбрали символическую сборную клуба, в её составе был и Абид Ковачевич.